# Élections législatives liechtensteinoises de 1989
Les élections législatives liechtensteinoises de 1989 sont des élections anticipées qui se sont déroulées les 3 et 5 mars 1989.

## Système électoral
Le parlement, appelé Landtag, est composé de 25 députés élus pour quatre ans au sein de deux circonscriptions, l'Oberland et l'Unterland, comportant respectivement 15 et 10 sièges. Tous les sièges sont pourvus au scrutin proportionnel entre les listes de candidats ayant remporté au moins 8 % des suffrages exprimés au niveau national.
Les électeurs votent en cochant les noms des candidats parmi les différentes listes de noms proposés par les partis. Il y a autant de noms sur chaque liste que de sièges à pourvoir, et un vote pour un candidat équivaut à un vote pour son parti. La répartition proportionnelle se fait ensuite selon la méthode du plus fort reste, en appliquant le quotient dit de Hagenbach-Bischoff. Les sièges attribués aux partis sont ensuite répartis à ceux de leurs candidats ayant recueilli le plus de votes en leurs noms.
Le vote est universel à partir de 20 ans, et obligatoire. Une amende pouvant atteindre jusqu'à 20 francs suisses frappe les abstentionnistes ne présentant pas une excuse valable (déplacement, maladie, etc.). En pratique, cette amende n'est pas exigée.

## Contexte politique
À la suite d'une affaire liée au financement d'un musée d'art, sept membres du Parti progressiste des citoyens boycottent les travaux du Parlement, bloquant l'activité de la chambre de 15 membres. Le prince Hans-Adam II décide alors de dissoudre le Landtag et de convoquer des élections anticipées.
Le Parti progressiste des citoyens et l'Union patriotique, forment depuis 50 ans une coalition gouvernementale au sein de laquelle l'UP domine depuis les élections législatives de 1978, avec pour Premier Ministre Hans Brunhart (UP).
À la suite d'un référendum l'année précédente, le nombre de sièges au Landtag passe de 15 à 25, un changement proposé à de nombreuses reprises par les gouvernements du Liechtenstein et jusqu'à présent toujours rejeté par votation. L'Oberland et l'Unterland se voient attribuer respectivement 15 et 10 sièges, conservant ainsi le ratio de 60:40 en vigueur.
Ces élections voient également l'entrée en lice d'un nouveau parti : la liste non-partisane (en allemand : Überparteiliche Liste Liechtenstein ou ÜLL), dont le but est d’empêcher les deux partis au pouvoir de continuer à se partager le pouvoir.

## Résultats
L'ensemble des voix en faveur des candidats d'un parti sont comptabilisées comme suffrages pour ce parti, ce qui porte le nombre de ces derniers à un total bien supérieur au nombre d'électeurs.
| Parti                     | Parti                                 | Voix    | %      | +/-  | Sièges | +/-           |
| ------------------------- | ------------------------------------- | ------- | ------ | ---- | ------ | ------------- |
|                           | Union patriotique (VU)                | 75 417  | 47,15  | 3,04 | 13     | 5             |
|                           | Parti progressiste des citoyens (FBP) | 67 382  | 42,13  | 0,62 | 12     | 5             |
|                           | Liste libre (FL)                      | 12 090  | 7,56   | 0,50 | 0      | en stagnation |
|                           | Liste non partisane (ÜLL)             | 5 061   | 3,16   | Nv   | 0      | en stagnation |
| Total des voix            | Total des voix                        | 159 950 | 100,00 |      |        |               |
|                           |                                       |         |        |      |        |               |
| Suffrages exprimés        | Suffrages exprimés                    | 11 957  | 98,87  |      |        |               |
| Votes blancs et invalides | Votes blancs et invalides             | 137     | 1,13   |      |        |               |
| Total                     | Total                                 | 12 094  | 100,00 | –    | 25     | 10            |
| Abstentions               | Abstentions                           | 1 213   | 9,12   |      |        |               |
| Inscrits / participation  | Inscrits / participation              | 13 307  | 90,88  |      |        |               |

### Résultats par circonscription[3]
|            |            |          |          |          |          |               |           |           |           |           |               |       |       |  |
| Parti      | Parti      | Oberland | Oberland | Oberland | Oberland | Oberland      | Unterland | Unterland | Unterland | Unterland | Unterland     | Total | Total |  |
| Parti      | Parti      | Voix     | %        | +/-      | S        | +/-           | Voix      | %         | +/-       | S         | +/-           | Total | Total |  |
|            | VU         | 58 286   | 48,11    | 3,18     | 8        | 3             | 17 131    | 44,14     | 2,6       | 5         | 2             | 13    |       |  |
|            | FBP        | 48 439   | 39,99    | 1,1      | 7        | 3             | 18 943    | 48,81     | 0,87      | 5         | 2             | 12    |       |  |
|            | FL         | 9 860    | 8,14     | 0,52     | 0        | en stagnation | 2 230     | 5,75      | 0,43      | 0         | en stagnation | 0     |       |  |
|            | ÜLL        | 4 555    | 3,76     | Nv       | 0        | Nv            | 506       | 1,30      | Nv        | 0         | Nv            | 0     |       |  |
| Total      | Total      | 121 140  | 100      |          |          |               | 38 810    | 100       |           |           |               |       |       |  |
|            |            |          |          |          |          |               |           |           |           |           |               |       |       |  |
| Val.       | Val.       | 8 167    | 100      | –        | 15       | 6             | 3 915     | 100       | –         | 10        | 4             | 25    |       |  |
| Abst       |            |          |          |          |          |               |           |           |           |           |               |       |       |  |
| Ins./Part. | Ins./Part. | 9 107    | 89,80    | 4 200    | 93,24    |               |           |           |           |           |               |       |       |  |

## Analyse
Victoire de l'Union patriotique qui conserve sa première place devant le Parti progressiste des citoyens au Landtag. La Liste libre échoue de très peu à atteindre le seuil de 8 % permettant une représentation au parlement. La Liste non-partisane échoue également et le parti fondé en 1988 est dissout en 1990
La coalition de l'Union patriotique avec le Parti progressiste des citoyens reste au pouvoir, et le Premier Ministre Hans Brunhart (UP) est reconduit à son poste le 24 mai 1989.
Une femme, membre du Parti progressiste des citoyens, devient la deuxième députée élue au Landtag.